# Sant Martí de Víllec
Sant Martí de Víllec és una església romànica que es troba a l'entitat de població de Víllec pertanyent al municipi de Montellà i Martinet a la comarca de la Baixa Cerdanya. És mencionada per primera vegada en un document de l'any 1054.

## Edifici

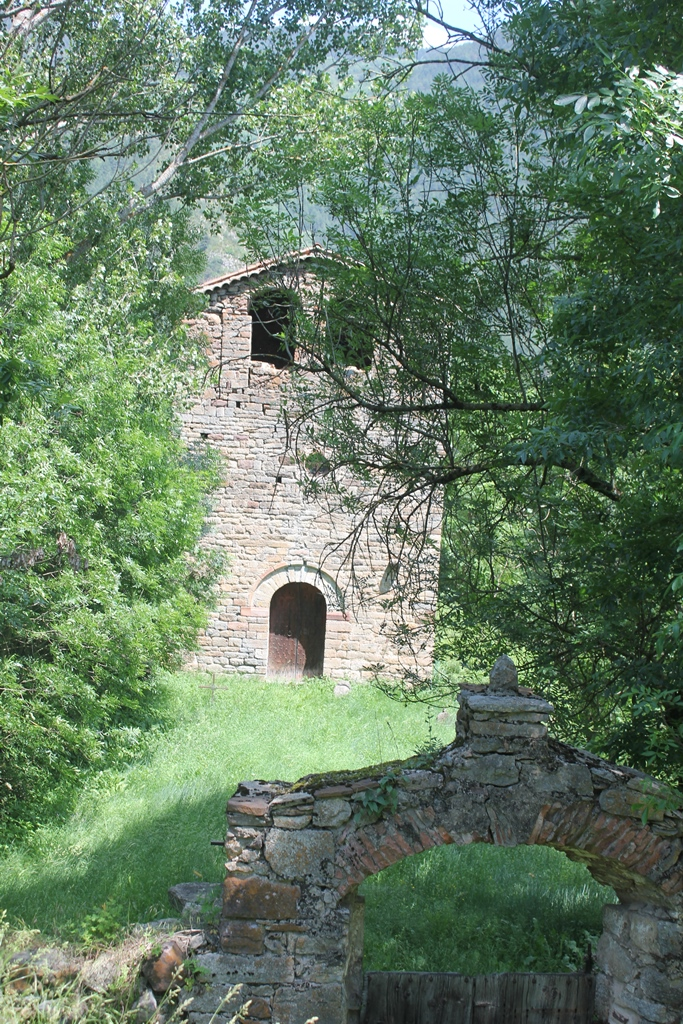
L'església al 2017

Datada del segle xiii, consta d'una única nau de gran longitud respecte a la seva amplada, coberta amb una volta d'arc lleugerament apuntat i amb un absis central que presenta una finestra de doble esqueixada. Els murs de la nau són més gruixuts a l'últim tram per una reconstrucció posterior, que a més a més van adossar, en ambdues bandes, tres arcs de mig punt. A l'esquerra de l'entrada a l'església es troba la pica baptismal.
La portalada és d'arc de mig punt i està realitzada amb dovelles bastant grans i ben treballades, sobre la porta hi ha un petit òcul una mica descentrat. La mateixa paret de la façana acaba en un campanar de cadireta biforada. Posteriorment es va transformar a campanar de torre en construir tres parets i un sostre a dues aigües.